# Édouard Luntz
Édouard Luntz, né le 8 août 1931 à La Baule-Escoublac et mort le 26 février 2009 à Paris,,, est un réalisateur et scénariste français.

## Biographie

### Enfance
Édouard Luntz naît en 1931 à La Baule d'une mère juive russe, Olga, et d'un père, Georges Dreyfus, qu'il n'a jamais connu. Sous l'Occupation, Edouard Luntz vit avec sa mère à Paris. 
En juillet 1942, ils parviennent tous deux à échapper à la rafle du Vel d'Hiv, grâce à la concierge de leur immeuble qui les prévient de leur imminente arrestation. 
Édouard Luntz est envoyé à divers endroits par sa maîtresse d’école Alice Bernard. Il est hébergé chez les parents de cette maîtresse, puis dans un établissement dirigé par des jésuites, et dans différentes familles. 
Le propriétaire d'une ferme d'un village où il est caché le fait monter dans un car en direction de Saint-Germain-du-Bois, en Saône-et-Loire. Alors qu’il descend du car, il est repéré par hasard par Marcel Plancoulaine, quincaillier à Saint-Germain-du-Bois, qui l'accueille chez lui pendant deux ans.

### Carrière
Édouard Luntz est assistant de Nicholas Ray sur Amère Victoire (1957) et de Jean Grémillon sur L'Étrange Madame X (1951).
Il est lauréat du prix Jean-Vigo en 1960 pour son court-métrage ...Enfants des courants d'air.
Son premier long-métrage, Les Cœurs verts, est en sélection officielle à la Berlinale 1966 et reçoit le prix de la Critique.
Le Dernier Saut, son troisième long-métrage, fait partie de la sélection officielle du Festival de Cannes 1970.
L'Humeur vagabonde est, lui, sélectionné pour la Mostra de Venise 1971.

## Filmographie

### Comme réalisateur
- 1959 : ...Enfants des courants d'air (court-métrage)
- 1960 : Le Silence (court-métrage)
- 1961 : A Caccia (court-métrage)
- 1962 : Volcans endormis (court-métrage)
- 1963 : Bon pour le service (court-métrage)
- 1964 : L'Escalier (court-métrage)
- 1966 : Les Cœurs verts
- 1968 : Le Grabuge (sorti en 1973)
- 1970 : Le Dernier Saut
- 1972 : L'Humeur vagabonde
- 1974 : La Fête à Loulou (documentaire)

### Comme scénariste
- 1959 : …Enfants des courants d'air
- 1960 : Le Silence
- 1964 : L'Escalier
- 1966 : Les Cœurs verts
- 1970 : Le Dernier Saut
- 1972 : L'Humeur vagabonde
- 1980 : Ma chérie, de Charlotte Dubreuil

### Comme assistant réalisateur
- 1952 : La Maison dans la dune, de Georges Lampin
- 1954 : Crainquebille, de Ralph Habib
- 1956 : La Loi des rues, de Ralph Habib
- 1957 : Amère Victoire (Bitter Victory), de Nicholas Ray
- 1958 : Cerf-volant du bout du monde, de Roger Pigaut
- 1959 : La Marraine de Charley, de Pierre Chevalier

### Comme acteur
- 1973 : Battements d'elle, de Chantal Rémy et Peter Kassovitz (court-métrage) : Le photographe [7]
- 1984 : Après la nuit, de Pierre Wallon (court-métrage)[8]